# Альфа Ящірки

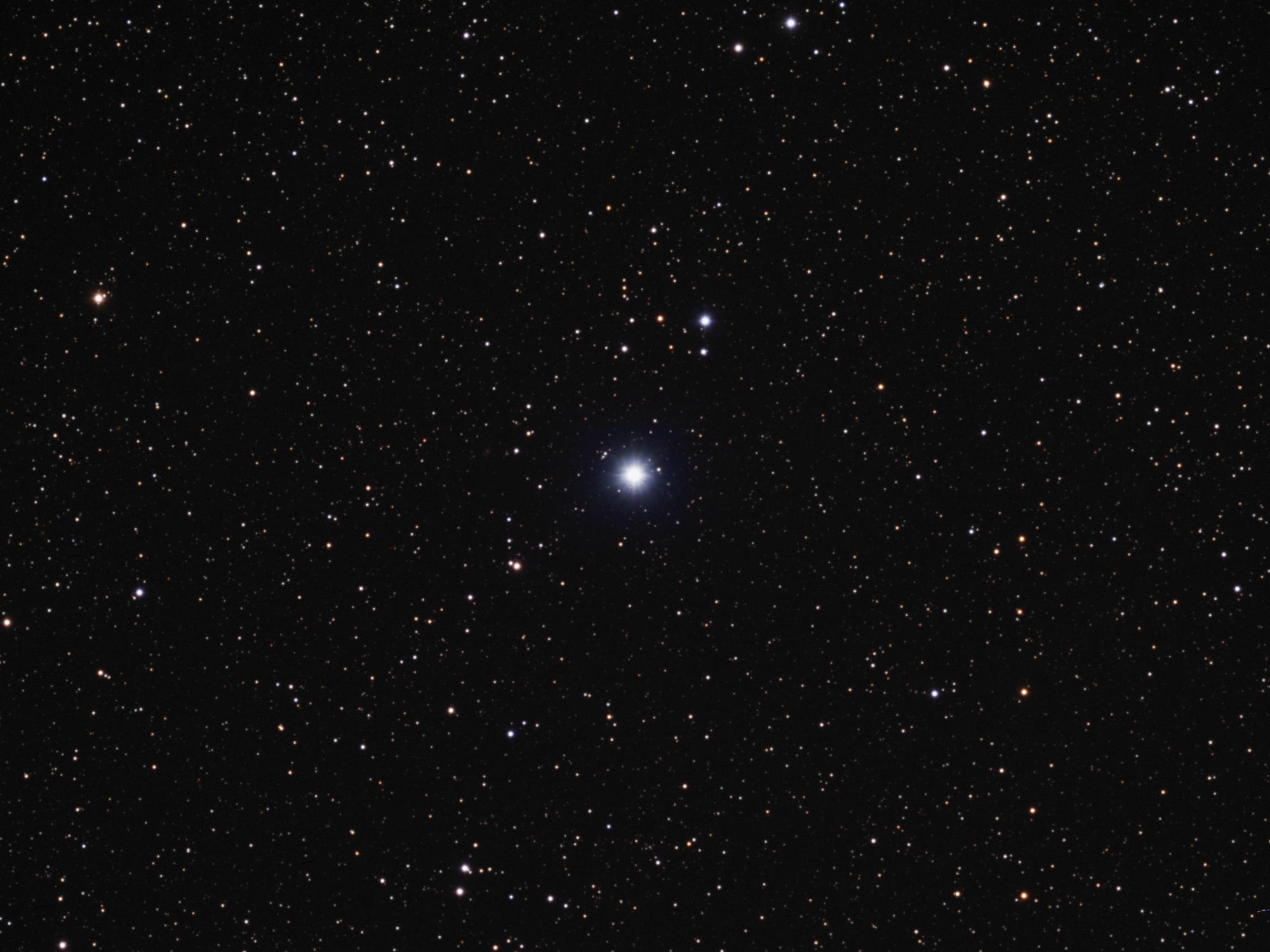
Альфа Ящірки в оптичному діапазоні

Альфа Ящірки (α Ящірки, Alpha Lacertae, α Lacertae, Stellio) — зоря в сузір'ї Ящірка. Вона найяскравіша в сузір'ї й має видиму зоряну величину 3,76. Лежить на відстані 103 світлових років від Сонця, це зоря A-класу головної послідовності. Маса та радіус зорі трохи більше ніж два рази перевищують сонячні. Випромінювання сильніше в 28 разів, а ефективна температура дорівнює 9.050K

## Оптичний компонент
Альфа Ящірки має оптичного компонента — зорю CCDM J22313+5017B спектрального класу A і видимої зоряної величини 11.8. Їх розділяють 36 кутових секунд.